# Marion Ross
Marion Ross, rodným jménem Marian Ellen Ross, (* 25. října 1928) je americká herečka. Narodila se ve Watertownu v Minnesotě a vyrůstala v několika dalších minnesotských městech, mj. v Albert Lea (kde je po ní pojmenována krátká ulice). V šestnácti letech se s rodinou odstěhovala do San Diega, kde dokončila střední školu a studovala na Sandiegské státní univerzitě. Debutovala v roce 1953 menší rolí ve filmu Forever Female. Později hrála v dlouhé řadě dalších filmů i televizních seriálů. V letech 1974–1984 ztvárňovala jednu z hlavních rolí v seriálu Happy Days. Za svou roli ve filmu Večernice (1996) byla nominována na Zlatý glóbus. Se svým prvním manželem Freemanem Meskimenem (1951–1969) měla dceru Ellen, scenáristku, a syna Jima, herce. V roce 1988 se vdala za herce Paula Michaela, který zemřel v roce 2011.